# Fellabær
Fellabær är en småort i Austurland i Island. Fellabær ligger 39 meter över havet och antalet invånare är 383.
Terrängen runt Fellabær är varierad. Den högsta punkten i närheten är Gagnheiðarhnjúkur, 947 meter över havet, 10,1 km sydost om Fellabær. Närmaste större samhälle är Egilsstaðir, 2,4 km sydost om Fellabær.